# Palais de justice de Nevers
Pour les articles homonymes, voir Palais de justice.
Le palais de justice de Nevers est un édifice situé à Nevers, en France.

## Localisation
Le palais est situé sur la place du Palais, à Nevers.

## Historique
C'est un ancien évêché, nommé « palais épiscopal », construit en 1760 par Mgr Tinseau. C'est aujourd'hui le tribunal de grande instance.
L'ancien palais épiscopal a été construit en 1756 et 1774 aux frais de l'évêque Antoine Tinseau (1778). Son architecte, dont le nom reste inconnu, a conçu un bâtiment au style classique très pur marqué par un avant-corps central percé au rez-de-chaussée des trois portes identiques en plein cintre à clés sculptées, seule celle du milieu s'ouvrant. À l'étage, les trois fenêtres en anse de panier sont encadrées par un ordre ionique supportant un fronton triangulaire où les armoiries épiscopales, détruites pendant la Révolution, ont été remplacées au XIXe siècle par celles de l'évêché. La fonction actuelle de palais de justice est rappelée par l'inscription dans l'entablement. Les remarquables grilles de l'entrée (classées MH) ont été réalisées par Denis et Boué en 1770 pour fermer le chœur gothique de la cathédrale. Elles ont été installées ici en 1868.

## Architecture
L'édifice est précédé d'un magnifique portail. La grille en fer forgé a été transférée en 1868 depuis la cathédrale.
Dans la cour, sur la gauche, a été remontée une porte monumentale Renaissance qui se trouvait autrefois au château des Bordes, à Urzy.